# Dục hỏa phượng hoàng (phim 1990)
Dục hỏa phụng hoàng (tiếng Trung: 浴火鳳凰, tiếng Anh: Pheonix from the ashes) là một bộ phim truyền hình võ hiệp do Công ty Truyền hình Trung Quốc xuất phẩm năm 1990 tại Đài Bắc.

## Lịch sử
Cốt truyện chính của bộ phim Dục hỏa phụng hoàng phỏng theo các đồng thoại Khổng tước công chúa và Nàng Bạch Tuyết và bảy chú lùn rất thịnh hành trong sinh hoạt văn nghệ Đài Loan giữa thế kỷ XX.

## Nội dung
Thời thượng cổ, cuộc chiến giữa Bái Điểu tộc và Thiên Ma tộc đương hồi bất phân thắng bại. Song Đầu Thiên Ma tận dụng lúc Phụng Hoàng thần nữ Mai Cơ thọ thai bị suy giảm công lực, bèn biệt phái thiếu thành chủ Ba Long Tinh đem quân tấn công thần điện Bái Điểu tộc. Điện bị phá, Bái Điểu tộc trưởng phải rước thần nữ chạy lên Loạn Thạch sơn những mong lánh nạn, đồng thời giữ được phụng thai.
Ảo Ba công tử ngụ Ảo Ba trì thấy tình thế Bái Điểu tộc lâm nguy, bèn đánh thức thiên niên thần thú Đô Đô trở dậy hòng bảo hộ Phụng Hoàng thần nữ. Nhưng Đô Đô đi chưa được bao xa thì lạc vào sâm lâm rồi bị "hiệp đạo" Chung Hào bắt về nộp Vưu bà với ý định đem bán lấy tiền sinh nhai.
Lúc ấy là đêm mãn nguyệt, Phụng Hoàng thần nữ nhận thấy tàn quân Bái Điểu tộc khó bề thoát khỏi đồ sát, bèn phạm vào cấm kị là hóa thân thành Hỏa Phụng Hoàng để đấu một trận thư hùng với Song Đầu Thiên Ma. Trước khi bị cháy ra tro, bà kịp hạ sinh một thiếu nữ hình dung giống mình, đồng thời phù chú cho ma tơ trói chặt Thiên Ma trong kén để khiến y không thể tung hoành được nữa.
Tiểu phụng hoàng Mai Ngâm Sương chào đời chưa được bao lâu thì Bái Điểu tộc bị hạ sát cả, còn mỗi nàng và dưỡng tử tộc trưởng là A Hồng, họ được di mệnh là phải thành thân để duy trì nòi giống Bái Điểu tộc. Thiếu nữ Mai Ngâm Sương được sự che chở của Cường Đạo oa và Bất Lão thôn. Trong khi đó, Song Đầu Thiên Ma sai Xà Ma Nữ rình bắt Hỏa Phụng Hoàng hòng lấy máu về dâng y uống để thoát kén, nhưng chính Xà Ma Nữ cũng muốn khống chế A Hồng những mưu chiếm phụng huyết để được trẻ mãi không già.
Ảo Ba công tử và tam vị chiêm tinh Bất Lão thôn tiên tri rằng, thế lực Song Đầu Thiên Ma chỉ bị tiêu diệt chừng nào có ba vị Kim Vũ Mao dũng sĩ hiệp nhất ra tay.

## Kĩ thuật
Phim được thực hiện tại Đài Loan năm 1989.

### Sản xuất
- Chấp hành chế tác: Thi Thần Thành
- Biên thẩm: Tưởng Tử An
- Đặc hiệu: Giang Long

### Diễn xuất
Bái Điểu tộc
- Phan Nghinh Tử... Phụng Hoàng thần nữ Mai Cơ và Mai Ngâm Sương
- Lâm Y Thần... diễn viên đóng thế cho các vai Mai Cơ và Mai Ngâm Sương khi biến thành phượng hoàng bị bốc cháy
- Long Thiên Tường... A Hồng

Thiên Ma tộc
- Miêu Kiều Vĩ... Song Đầu Thiên Ma
- Cố Quán Trung... Ba Long Tinh
- Tiêu Tường... Ba Hồng Anh
- Qua Vỹ Như... Xà Ma Nữ
- Tạ Bình Nam... Thiết Âu
- Dương Thiếu Văn... Tiểu Ô Quy
- Trương Hiếu Chính... Phù Dã

Cường Đạo oa
- Ngô Giai San... Vưu bà
- Miêu Kiều Vĩ... Chung Hào
- Huống Minh Khiết... Tiểu Linh Đang
- Khuất Trung Hằng... Thổ Đậu
- Đinh Hoa Sủng... Đại Lang Đầu
- Lý Ba... Đấu Kê Nhãn
- Chu Thế Khuê... Cẩu Tì Tử
- Ngưu Tân Dân... Đại Ngưu

Bất Lão thôn
- Hạ Chấn Hạo... Bất lão ông
- Du Khẳng Đức... Bất lão tiên tri
- Tô Bỉnh Tư... Bất lão bà

Ảo Ba trì
- Lý Thừa Thái... Ảo Ba công tử
- Thiệu Hoa Trung... Đô Đô

## Văn hóa

Ngẫu tượng thần thú Đô Đô.

Tuyến truyện phim là sự lý giải hiện tượng nguyệt thực từ góc nhìn huyền thoại rất phổ biến trong văn hóa Đông Nam Á. Tuy nhiên, phim cũng ngầm khắc họa một giai đoạn khốc liệt của cuộc Chiến tranh Lạnh mà chính tà chân giả hoàn toàn bất phân. Bộ phim sớm được liệt vào một trong những xuất phẩm kinh điển của truyền hình Đài Loan.
Bộ phim Dục hỏa phụng hoàng bắt đầu được công ty FAFILM VIETNAM lồng tiếng và phát hành năm 1993, sau đó được các kênh truyền hình địa phương mua bản quyền phát rầm rộ suốt giai đoạn 1995 - 1999, gây cơn sốt ái mộ chưa từng có đối với điện ảnh Đài Loan. Bộ phim này được coi là mở đầu Đài lưu tại Việt Nam, tạo nên thời kì phim truyền hình Đài Loan thống trị màn ảnh nhỏ Việt Nam hơn thập niên trước khi chịu cường lực của phim truyền hình Hàn Quốc.
Nhân vật thần thú Đô Đô gây ấn tượng bất ngờ trong thiếu nhi Việt Nam những năm 1990 với ngoại hình kì khôi và tính cách láu lỉnh. Cũng từ bộ phim này, đôi minh tinh Phan Nghinh Tử và Miêu Kiều Vĩ giành được thiện cảm vô cùng lớn của khán giả Việt Nam suốt thời gian dài.

## Liên kết
- 中視《浴火鳳凰》官方網站[liên kết hỏng]
- Bách Khoa Bách Độ
- Youtube影片－浴火鳳凰片頭
- Youtube影片－浴火鳳凰片尾
- Youtube影片－浴火鳳凰第一集 1/5
- Youtube影片－靈山神箭片頭